# Pseudosphegesthes bergeri
Pseudosphegesthes bergeri är en skalbaggsart som beskrevs av Sláma 1982. Pseudosphegesthes bergeri ingår i släktet Pseudosphegesthes och familjen långhorningar. IUCN kategoriserar arten globalt som starkt hotad. Inga underarter finns listade i Catalogue of Life.